# 賴正
賴正（1432年—？），字文正，錦衣衛鎮撫司人，明朝政治人物。進士出身。

## 生平
順天府鄉試第三十九名。天順元年（1457年）丁丑科會試第二百二十一名，殿試登進士第三甲第一百三十名。

## 家族
曾祖賴宗德。祖父賴福羔。父亲賴以信。